# Battaglia di Magonza
La battaglia di Magonza venne combattuta tra Franchi ed un'alleanza di Vandali, Suebi e Alani, ed ebbe luogo il 31 dicembre 406, durante l'attraversamento del Reno. La battaglia venne vinta da Vandali ed Alani, ed aprì un passaggio per la successiva invasione della Gallia.
La battaglia viene brevemente descritta da Gregorio di Tours nella sua opera intitolata Storia dei Franchi. Secondo lo storico, i Franchi tesero un'imboscata ai Vandali Asdingi mentre oltrepassavano il Reno ghiacciato, uccidendone il re Godegisel. I Vandali vennero aiutati dagli Alani guidati da Respendial, che respinsero i Franchi.